# Ruiny kaplicy św. Jerzego w Goleniowie

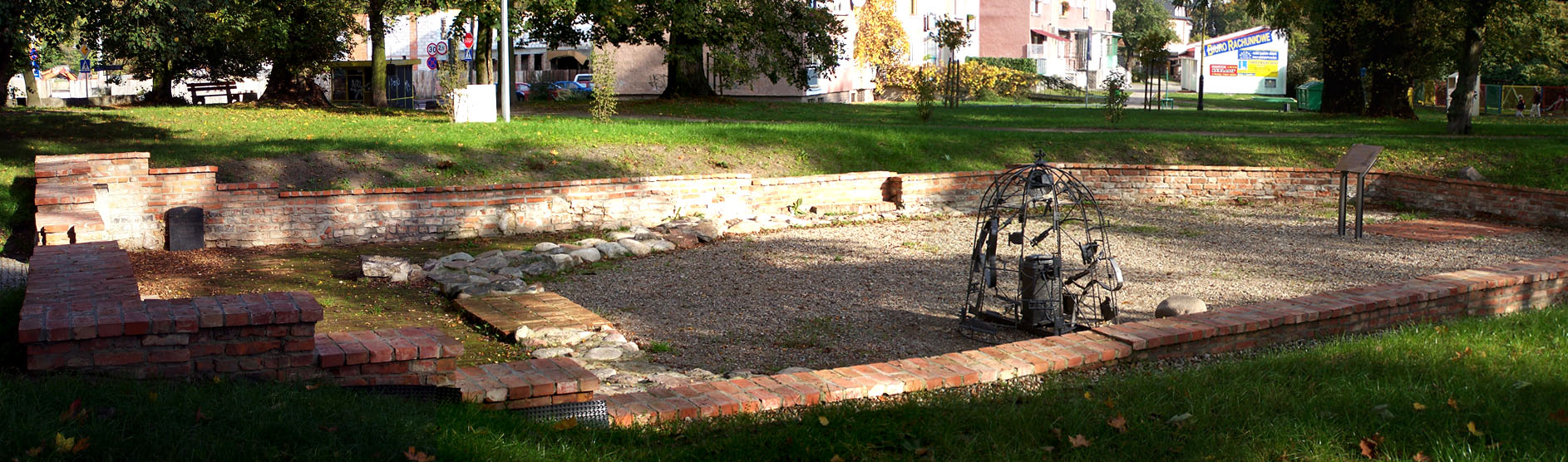
Ruiny kaplicy św. Jerzego

Ruiny kaplicy św. Jerzego w Goleniowie – najstarszy zabytek miasta Goleniowa, ruiny dawnej ośmiobocznej kaplicy św. Jerzego z najprawdopodobniej XIII–XIV wieku oraz kościoła św. Jerzego wybudowanego w wieku XVIII. Kościół został zniszczony po II wojnie światowej. W roku 2004 w ramach projektu "Historie w kamieniach zapisane" przeprowadzanego wspólnie przez młodzież z Polski oraz Niemiec (Bergen auf Rügen), pod przewodnictwem Ewy Aberbuch, ruiny zostały znalezione. W 2005 teren został zagospodarowany i udostępniony do zwiedzania.

## Położenie
Ruiny znajdują się w lewobrzeżnej części miasta, na miejscu dawnej osady Wyk, będącej podgrodziem średniowiecznego Goleniowa. Dawniej wokół kościoła znajdował się cmentarz. Przy pracach wykopaliskowych odkopano kilka nagrobków. Obecnie jest to skwer otoczony kamiennym murem (ok. 3 m ponad poziomem chodnika), ograniczony ulicami Szczecińską, Sportową i Marii Konopnickiej.

## Historia

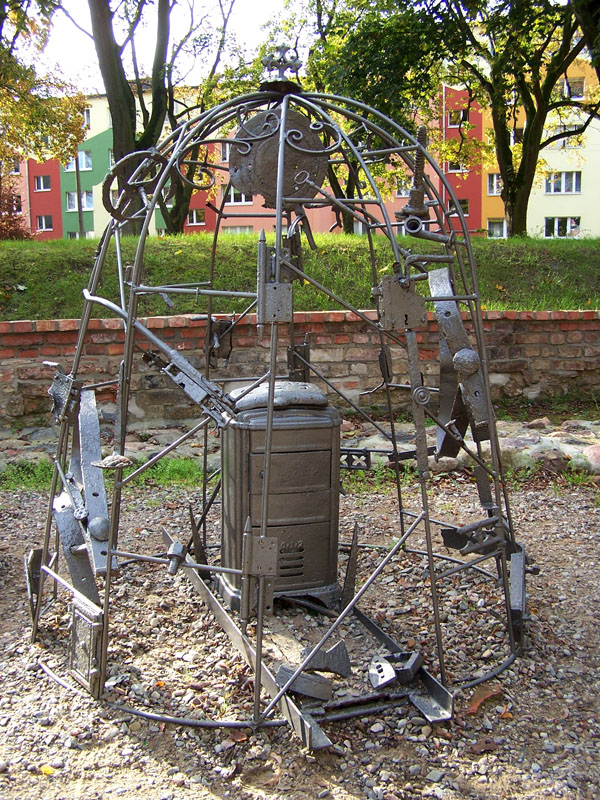
Metalowa konstrukcja na terenie ruin

Według przekazów pierwszą świątynię wzniesiono tutaj na początku XIII wieku w stylu późnego romanizmu lub wczesnego gotyku. Według map i rysunków Lubinusa była to świątynia ośmioboczna, zbudowana z cegły i kamienia, zwieńczona kopułą i niewysoką wieżyczką, otoczona cmentarzem. Kaplica została w późniejszych wiekach zniszczona, a na przełomie XVII i XVIII wieku stanął tutaj kościół pw., podobnie jak jego poprzedniczka, św. Jerzego. Kaplica należała do dawnej osady Wyk, podgrodzia, a następnie przedmieścia Goleniowa. Kościół, zbudowany już w epoce nowożytnej, był świątynią na planie prostokąta, zbudowaną z cegły, zwieńczony hełmem. Służył mieszkańcom miasta do zakończenia II wojny światowej, w 1945 został doszczętnie spalony.

## Wykopaliska
W 2004, we wrześniu, rozpoczęły się prace wykopaliskowe w ramach projektu "Historie w kamieniach zapisane". Prowadzili je wspólnie uczniowie z gimnazjum w Bergen na Rugii oraz miłośnicy historii z pracowni historycznej przy Goleniowskim Domu Kultury.

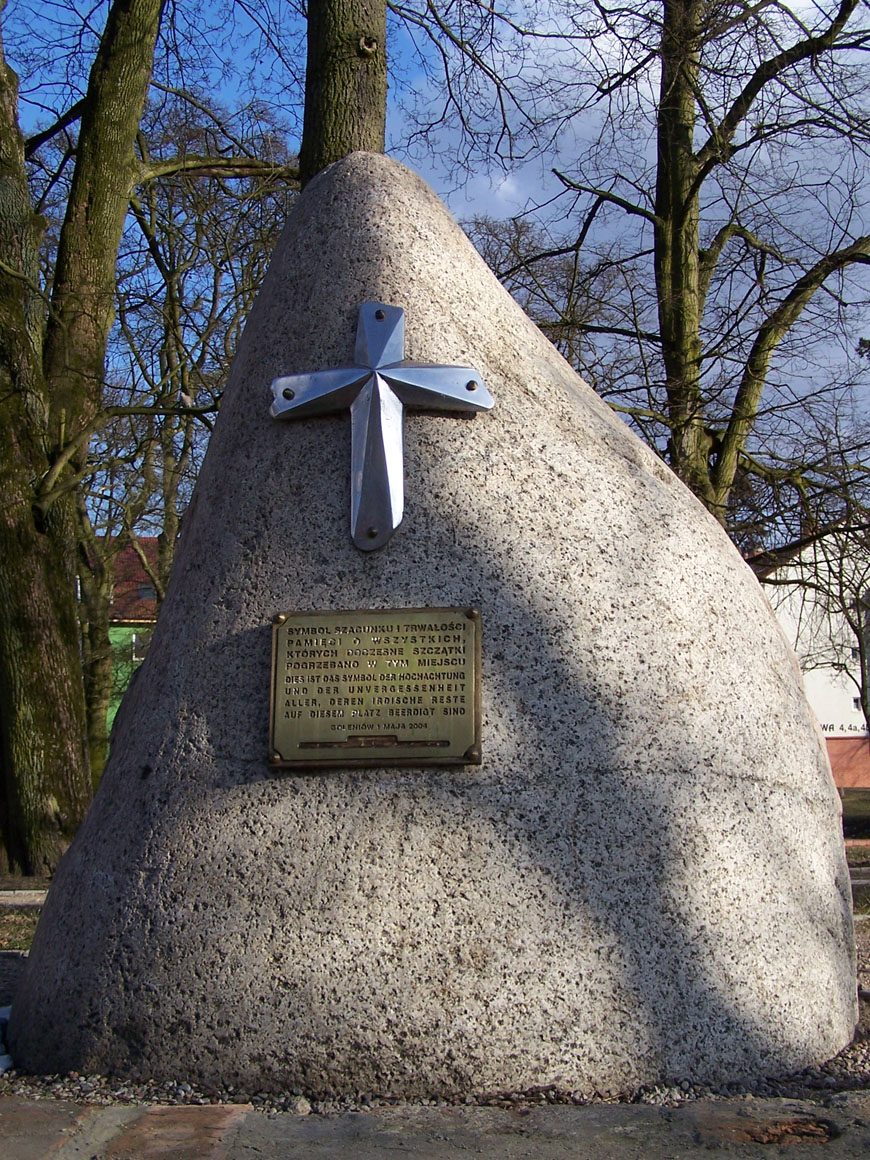
Kamień pamięci pogrzebanych na cmentarzu

 Pomysłodawcą projektu i głównym koordynatorem była Ewa Aberbuch. Celem prac miało być odnalezienie fundamentów XVIII-wiecznego kościoła, jednak ich efekty przyniosły miłe zaskoczenie. Fundamenty zachowały się ok. 30 cm pod powierzchnią gruntu w bardzo dobrym stanie. Oprócz murów zachowały się fragmenty posadzek i wejść do kościoła. Odkopano również kilka zabytkowych nagrobków. Prace były prowadzone przez całą jesień 2004. Do najcenniejszych znalezisk należały fragmenty naczyń liturgicznych i ceramiki oraz skrytka, przypominająca miejsce na kamień węgielny. Ku zaskoczeniu pracujących odnaleziono również fundamenty średniowiecznej świątyni. Gotyckie cegły zostały poddane badaniom, a teren kościoła miał być w przyszłości uporządkowany i udostępniony do zwiedzania. Odkopanie najstarszego zabytku miasta Goleniowa stało się faktem. W porozumieniu z Wojewódzkim Konserwatorem Zabytków w Szczecinie został przyjęty projekt Tatiany Balcerzak. Dawne plany przykrycia całych ruin przezroczystą pleksą się nie sprawdziły, gdyż obiekt był za duży. Prace porządkowe ruszyły w roku 2005 i zakończyły się w maju tego roku. W ramach prac wytyczono parkowe alejki, uporządkowano właściwy teren ruin, fragmenty bez posadzek wysypano żwirem, ustawiono kilka starych nagrobków, zamontowano metalową konstrukcję z fragmentami przedmiotów znalezionych podczas wykopalisk, ustawiono tablicę informacyjną, uprzątnięto teren parku, posadzono drzewka, ustawiono ławki, zamontowano oświetlenie i całodobowy monitoring obiektu. Obecnie jest on dostępny do zwiedzania dla wszystkich.

## Park
Teren niewielkiego parku, na którym stoją ruiny, był znany przed wykopaliskami jako dawny cmentarz. Zachowało się tutaj kilka nagrobków oraz jeden, nie wykorzystany, grób. W maju 2004 roku ustawiono tutaj pomnik – kamień pamięci o wszystkich pogrzebanych w tym miejscu. W tym samym roku rozpoczęto prace archeologiczne.